# Termen constant
În matematică un termen constant (uneori denumit termen liber) este un termen dintr-o expresie algebrică care nu conține nicio variabilă, prin urmare este constant. De exemplu, în polinomul de gradul al doilea
{\displaystyle x^{2}+2x+3,\ }
3 este termenul constant.
După ce termenii care diferă doar prin coeficient sunt sumați, o expresie algebrică va avea cel mult un termen constant. De aceea se obișnuiește să se vorbească despre polinomul de gradul al doilea
{\displaystyle ax^{2}+bx+c}
unde {\displaystyle x} este variabila, ca având termenul constant {\displaystyle c.}  Când termenul constant este 0, atunci, convențional, el este omis la scrierea expresiei.
Orice polinom pus în formă standard are un termen constant unic, care poate fi considerat un coeficient al lui {\displaystyle x^{0}.} În special, termenul constant va fi întotdeauna cel de cel mai mic grad al termenilor polinomului. Acest lucru este valabil și pentru polinoamele  de mai multe variabile. De exemplu, polinomul
{\displaystyle x^{2}+2xy+y^{2}-2x+2y-4\ }
are termenul constant −4, care este considerat coeficientul lui {\displaystyle x^{0}y^{0},} unde variabilele au fost eliminate de exponentul 0 (orice număr nenul la puterea 0 are valoarea 1). Pentru orice polinom, termenul constant poate fi obținut dând fiecărei variabile valoarea 0, eliminând astfel termenii în care aceste variabile apar. Conceptul de ridicare la puterea 0 poate fi aplicat la seriile de puteri și la alte tipuri de serii. De exemplu în această serie de puteri:
{\displaystyle a_{0}+a_{1}x+a_{2}x^{2}+a_{3}x^{3}+\cdots ,}
termenul constant este {\displaystyle a_{0}.}

## Constanta de integrare
Derivata unui termen constant este 0, deci atunci când un termen care conține un termen constant este derivat, termenul constant dispare, indiferent de valoarea acestuia. Prin urmare, integrarea este determinată doar până la un termen constant necunoscut, care este numit „constanta de integrare” și adăugat în formă simbolică.